# Фентон (Айова)
Фентон (англ. Fenton) — місто (англ. city) в США, в окрузі Кошут штату Айова. Населення — 271 особа (2020).

## Географія
Фентон розташований за координатами 43°13′5″ пн. ш. 94°25′41″ зх. д. / 43.21806° пн. ш. 94.42806° зх. д. (43.218157, -94.427967).  За даними Бюро перепису населення США в 2010 році місто мало площу 0,89 км², уся площа — суходіл.

## Демографія
Згідно з переписом 2010 року, у місті мешкало 279 осіб у 130 домогосподарствах у складі 76 родин. Густота населення становила 313 особи/км².  Було 168 помешкань (189/км²).
Расовий склад населення:
| - 98,6 % — білих - 0,7 % — чорних або афроамериканців - 0,4 % — азіатів |

До двох чи більше рас належало 0,0 %. Частка іспаномовних становила 0,4 % від усіх жителів.
За віковим діапазоном населення розподілялося таким чином: 20,4 % — особи молодші 18 років, 53,8 % — особи у віці 18—64 років, 25,8 % — особи у віці 65 років та старші. Медіана віку мешканця становила 49,6 року. На 100 осіб жіночої статі у місті припадало 95,1 чоловіків;  на 100 жінок у віці від 18 років та старших — 94,7 чоловіків також старших 18 років.
Середній дохід на одне домашнє господарство  становив 72 949 доларів США (медіана — 49 583), а середній дохід на одну сім'ю — 89 010 доларів (медіана — 62 500). Медіана доходів становила 50 577 доларів для чоловіків та 23 958 доларів для жінок. За межею бідності перебувало 8,0 % осіб, у тому числі 8,2 % дітей у віці до 18 років та 9,4 % осіб у віці 65 років та старших.
Цивільне працевлаштоване населення становило 144 особи. Основні галузі зайнятості: освіта, охорона здоров'я та соціальна допомога — 25,7 %, виробництво — 15,3 %, будівництво — 11,8 %.